# Саккараев, Медербек Джаманкулович
Медербек Джаманкулович Саккараев (род. 12 декабря 1971, Токмак) — депутат Жогорку Кенеша Кыргызской Республики VII созыва (с 2021 года). Член Комитета по транспорту, коммуникациям, архитектуре и строительству Жогорку Кенеш VII созыва (с 2021 года).

## Биография

### Детство
Родился 12 декабря 1971 года в городе Токмак Чуйской области Киргизской ССР в семье служащего.

### Образование
В 1994 году завершил обучение в Кыргызском сельскохозяйственном институте им. Скрябина по специальности агроном.
В 2004 году успешно завершил обучение в Кыргызском Национальном университете им. Ж.Баласагына по специальности «Юриспруденция».

### Трудовая деятельность
С 1994 по 1995 годы работал оператором на Кантской нефтебазе.
С 1995 по 2005 годы занимался частным предпринимательством.
С 2005 года по декабрь 2021 года работал в должности генерального директора ОсОО ДиОА «Шумкар».
С 2012 по 2016 годы избирался депутатом Токмокского городского кенеша.
В ноябре 2021 года избран депутатом VII созыва Жогорку Кенеша Кыргызской Республики от Чуй-Кеминского избирательного округа № 31. Вошёл в состав комитета по транспорту, коммуникациям, архитектуре и строительству Жогорку Кенеша.